# Арђента
Арђента (итал. Argenta) је насеље у Италији у округу Ферара, региону Емилија-Ромања.
Према процени из 2011. у насељу је живело 7064 становника. Насеље се налази на надморској висини од 7 м.

## Становништво
Према резултатима пописа становништва 2011. у општини је живело 22.133 становника.
| 1931.  | 1936.  | 1951.  | 1961.  | 1971.  | 1981.  | 1991.  | 2001.  | 2011.  |
| ------ | ------ | ------ | ------ | ------ | ------ | ------ | ------ | ------ |
| 26.087 | 28.032 | 29.653 | 28.680 | 25.641 | 24.067 | 22.529 | 21.648 | 22.133 |

## Партнерски градови
- Кастелно л Ле